# ۷۳ (عدد)
۷۳ (عدد)(لاتين:73)
۷۳(هفتاد و سه) یک عدد طبیعی است که بعد از ۷۲ و قبل از ۷۴ قرار دارد.